# Villino Cavazzi della Somaglia
Il villini Cavazzi della Somaglia era un palazzo sito a Piazza Indipendenza 3 e posto tra le vie: Via Curtatone, Via Goito e Via Gaeta nel rione Castro Pretorio a Roma.

## Storia
L'edificio è stato costruito nel 1872 su progetto dell'ingegnere Faustino Anderloni. Nel 1873 la villa fu affittata dal conte e senatore Antonio Beretta. Nel 1877 l'edificio passò dagli eredi Servadio alla Banca Tiberina. Indi il palazzo passò all'ambasciata dell'impero ottomano fino al 1880, in quello stesso anno fu venduto al duca Gian Luca Cavazzi della Somaglia che provvide a restaurarlo due anni dopo. Alla morte del duca Cavazzi nel 1896, il villino passò ai figli Gianluca e Gian Giacomo. Di seguito alla morte dell'ultimo dei suoi figli, Gian Giacomo, nel 1918, l'edificio ospitò l'ambasciata del Sudafrica negli anni '30, indi divenne ambasciata del Cile fino al 1952, quando il palazzo fu demolito per far posto al palazzo della Federconsorzi.

## Descrizione
L'edificio constava di un grande ingresso con delle lesene doriche posto su di una grande scalinata. Sopra il portico vi era un balcone cui vi si accedeva mediante tre arcate decorate da lesene corinzie. Sul cornicione vi erano festoni e riquadri e vi erano, inoltre, delle finestrelle di un mezzanino. Nel piano nobile vi erano delle grandi finestre con timpano curvo.  Nel retro del palazzo vi era un giardino e, lungo via Gaeta, vi erano delle scuderie.